# (450894) 2008 BT18
2008 بي تي 18 (ويعرف أيضًا باسم (450894) 2008 بي تي 18 وفق تسمية الكوكب الصغير) (بالإنجليزية: 2008 BT18)‏ هو كويكب ضمن حزام الكويكبات؛ وترتيبه 450894 من حيث الاكتشاف.
اكتُشف هذا الجُرم الفلكي بواسطة بحث لنكولن عن الكويكبات القريبة من الأرض في 31 يناير 2008.

## وصلات خارجية
- (450894) 2008 BT18 في قاعدة بيانات مختبر الدفع النفاث لأجرام النظام الشمسي الصغيرة

- الاكتشاف · مخطط المدار ·  العناصر المدارية · المعلمات المادية

- (450894) 2008 BT18 على موقع ويكي سكاي: DSS2, SDSS, GALEX, IRAS, Hydrogen α, X-Ray, Astrophoto, Sky Map, Articles and images